# Tatran (editură)

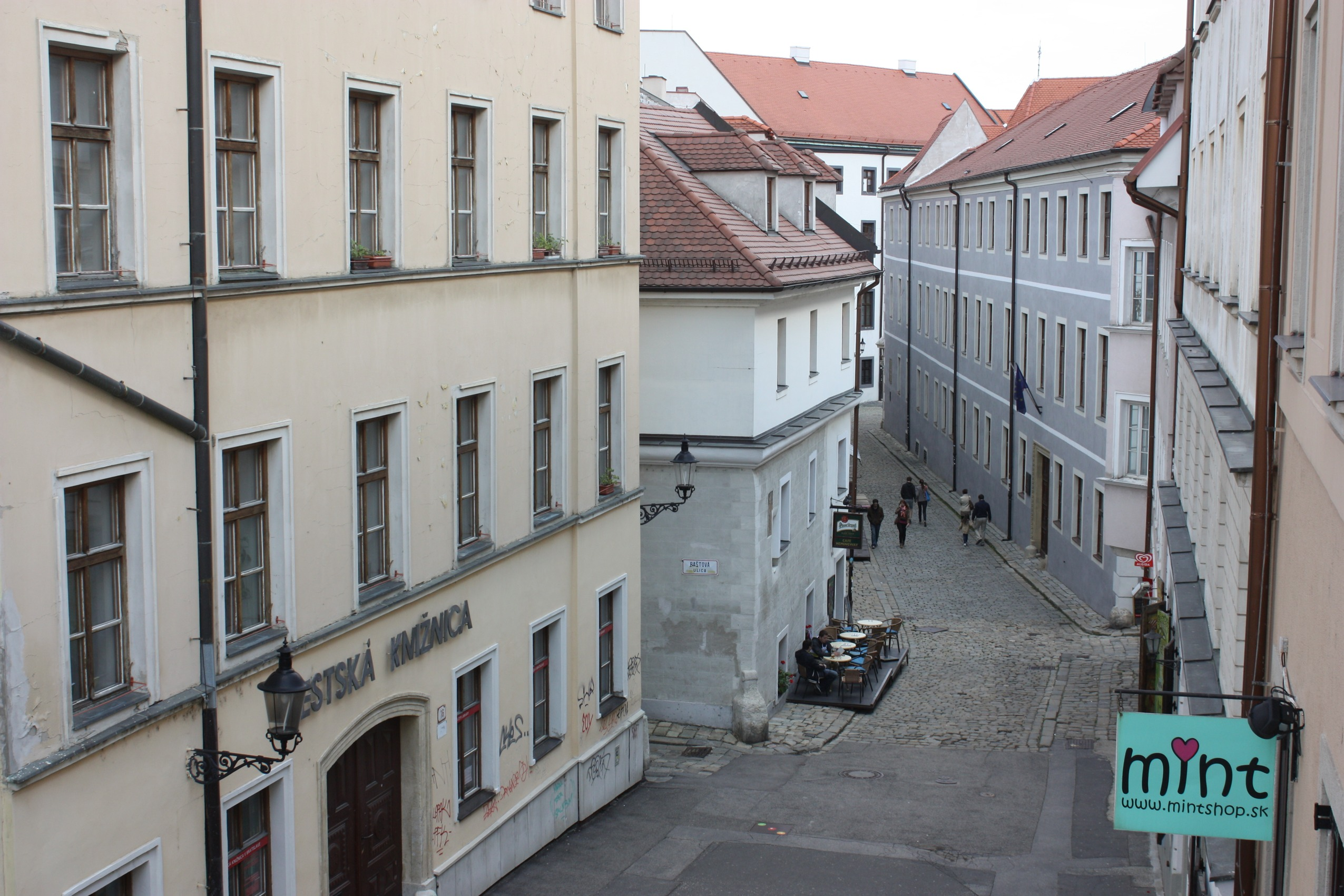
Sediul editurii de pe strada Klariská 16 din Bratislava

Tatran este o editură slovacă înființată în toamna anului 1947 (la 100 de ani de la desemnarea lui Ľudovít Štúr ca delegat în Dieta Ungariei). La 1 ianuarie 1953 editura Tatran a fost redenumită Slovenské vydavateľstvo krásnej literatúry (SVKL), în traducere Editura Slovacă pentru Literatură. La 1 noiembrie 1965 editura a revenit la denumirea originală, sub care funcționează și astăzi.

## Colecții tipărite
- Výber
- Luk
- Hviezdoslavova knižnica
- Čítanie študujúcej mládeže
- Zlatá brána
- Svetoví klasici
- Svetová tvorba
- Prameň
- Meteor
- Pamír
- Slovenská tvorba
- Kvety
- Poézia
- Zlatá brána
- Panteón
- Osudy slávnych
- Korene
- Pamäti a dokumenty
- Ľudové umenie na Slovensku
- Okno

## Legături externe
- Webstránka vydavateľstva Tatran